# Hans W. Geißendörfer
Hans W. Geißendörfer (Augsburg, 6 d'abril de 1941) és un director i productor de cinema alemany.
Director de Die gläserne Zelle (1978, protagonitzada per Brigitte Fossey), que va ser nominada a l'Oscar a la millor pel·lícula de parla no anglesa, i d'unes altres 16 pel·lícules (Die Wildente protagonitzada per Jean Seberg; Der Zauberberg protagonitzada per Rod Steiger; Justiz), fou el creador de la sèrie de televisió Lindenstraße (des de 1985).
L'any 1970, Geißendörfer va guanyar el Premi de Cinema d'Or al Deutscher Filmpreis a la millor direcció nova per la seva primera pel·lícula Jonathan. El 1971 va dirigir la pel·lícula de televisió Carlos, protagonitzada per Gottfried John i Anna Karina. La seva pel·lícula de 1976 Sternsteinhof va ser presentada al 10è Festival Internacional de Cinema de Moscou. L'any 1992 la seva pel·lícula Gudrun va ser introduïda al 42è Festival Internacional de Cinema de Berlín on va guanyar una menció honorífica. El seu drama Schneeland (2005, protagonitzat per Julia Jentsch i Thomas Kretschmann) van guanyar el Gran Premi Especial al Festival de Cinema Mundial de Montreal.
La directora alemanya Hana Geißendörfer és la seva filla.

## Filmografia
- 1970: Jonathan
- 1970: Der Fall Lena Christ
- 1970: Eine Rose für Jane
- 1971: Carlos
- 1973: Marie
- 1973: Die Eltern
- 1974: Perahim – die zweite Chance
- 1976: Lobster
- 1976: Sternsteinhof
- 1976: Die Wildente
- 1978: Die gläserne Zelle
- 1979: Theodor Chindler
- 1982: Der Zauberberg
- 1984: Ediths Tagebuch
- 1985–2020: Lindenstraße (Producció)
- 1989: Bumerang-Bumerang
- 1992: Gudrun
- 1993: Justiz
- 2005: Schneeland
- 2007: Zelle (producció)
- 2008: Selbstgespräche (producció)
- 2011: In der Welt habt ihr Angst
- 2011: Sommer der Gaukler (producció)
- 2012: Der deutsche Freund (producció)
- 2015: Tatort: Schwerelos (producció)[6]
- 2017: Toter Winkel (producció)